# 利-18号事件
利-18号事件（リ-18ごうじけん）は、1981年（昭和56年）から1982年（昭和57年）にかけて関西で発生した偽札事件。

## 概要
1981年12月に兵庫県尼崎市の園田競馬場で偽造五千円札が発見された。それから1982年2月にかけて、大阪市内を中心に茨木市、東大阪市、芦屋市、京都市等の地域でタバコ屋、喫茶店、パチンコ店などで相次いで当該の偽造五千円札が発見された。
1982年9月6日に大分県大分市の市営不燃物投棄場で約20万枚の偽造五千円札が入った大型の麻袋34袋が発見されたのを機に捜査は進展した。本来なら見過ごされるところであったが、大分市の清掃部職員が麻袋が新しいこととあまりの数の多さに驚いて、袋だけでも何かに使えるのではないかと思って、中身を確認したという経緯があった。
大分県警は偽造五千円札を不燃物投棄場に捨てた人間を大分市内在住の18歳少年と特定し、18歳少年の周辺捜査から大分市の印刷会社（1982年3月倒産）を経営していた40代の男Aの存在が浮上した。Aへの家宅捜索で破り捨てた偽造五千円札製造が発見されたことを受けて、事件に関与したとみてAの逮捕状が請求され、全国に指名手配した。9月12日から9月13日にかけて、Aと18歳少年、Aの知人B、印刷会社元従業員Cの計4人が逮捕された。最終的にA・B・C、そしてAの前妻である女Dの計4人が通貨偽造罪や通貨偽造行使罪で起訴された（Dは在宅起訴）。大分地検は完成品・未完成品を含めて総額10億円に上るとみているが、起訴状では完成品を7万6406枚で3億8230万円と認定した。またAは猟銃を不法改造した件について銃刀法違反や火薬類取締法違反の別件でも起訴された。
当時としては日本の紙幣偽造史において最高の枚数と金額を記録した。その一方で、Aら犯人グループが紙幣偽造のために要した費用は、材料費等で約60万円、偽造紙幣を関西で使うための交通費が約13万円であり、偽造紙幣を使って得た釣り銭はわずかに10万円強であった。Aが偽造紙幣を一万円札ではなく五千円札にした理由として、一万円札は表が十色で裏が五色なのに対して五千円札は表が九色で裏が五色なため、印刷技術がより容易だったからであった。
1983年11月28日に大分地裁は以下の判決を言い渡した。
- A - 懲役10年（求刑:懲役15年）
- B - 懲役4年（求刑:懲役7年）
- C - 懲役2年施行猶予3年（求刑:懲役3年）
- D - 懲役3年執行猶予4年（求刑:懲役4年）